# باز أسود كبير
الباز الأسود الكبير (الاسم العلمي: Buteogallus urubitinga) طائر جارح من رتبة بازيات الشكل وفصيلة البازية، التي تضم أيضاً العقبان وطيور الباز ونسور العالم القديم.
الباز الأسود الكبير طائر مقيم غير مهاجر في الإقليم المداري من العالم الجديد، من المكسيك عبر أمريكا الوسطى وحتى بيرو وترينيداد وشمالي الأرجنتين، وهو يشبه الباز الأسود الشائع (Buteogallus anthracinus)، ولكنه أكبر حجماً، وصوت صياحه مختلف، وكذلك شكل ذيله.
الباز الأسود الكبير طائر ساحلي، يعيش في الغابات والأحراش القريبة من المياه، ويقوم ببناء عش كبير من العيدان على شجرة، ويضع عادة بيضة واحدة، لونها أبيض ملطخ بلطخات غامقة.

## الوصف
يتراوح طول الباز الأسود الكبير البالغ ما بين 56 و 64 سنتمتراً، ووزنه 1,1 كيلوغرام. جناحاه عريضان جداً، ولونهما أسود بالكامل تقريباً، أما ذيله فقصير وأبيض اللون وطرفه أسود وعريض، وأما منقاره فأسود اللون، وسيقانه وقيره (الجزء القريب من الوجه من المنقار) صفراء اللون.
كلا الجنسين من الباز الأسود الكبير متشابهان، ولكنَّ الأفرادَ غيرَ البالغة يكون الجزء العلوي منها بني اللون غامق، مع وجود بقع وأشرطة عليها.
يتغذى الباز الأسود الكبير بشكل أساسي على الزواحف وبعض الفقاريات الصغيرة الأخرى والحشرات الكبيرة، والتي يصطادها عادة باستخدام قدميه. ويُشاهد هذا الباز عادةً وهو يطير فوق الأحراش مستكشفاً وجود أية فرائس.

## معرض الصور

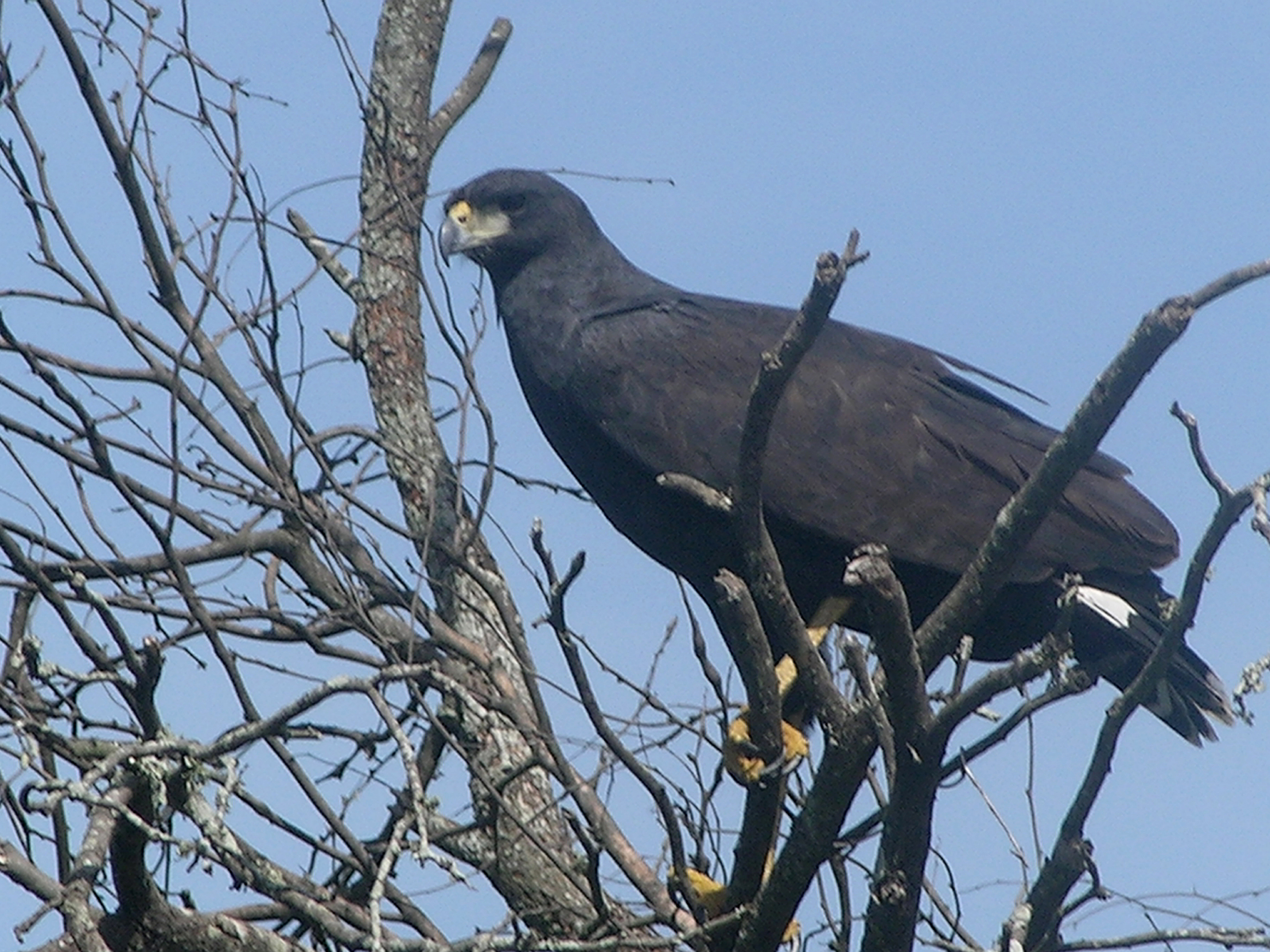
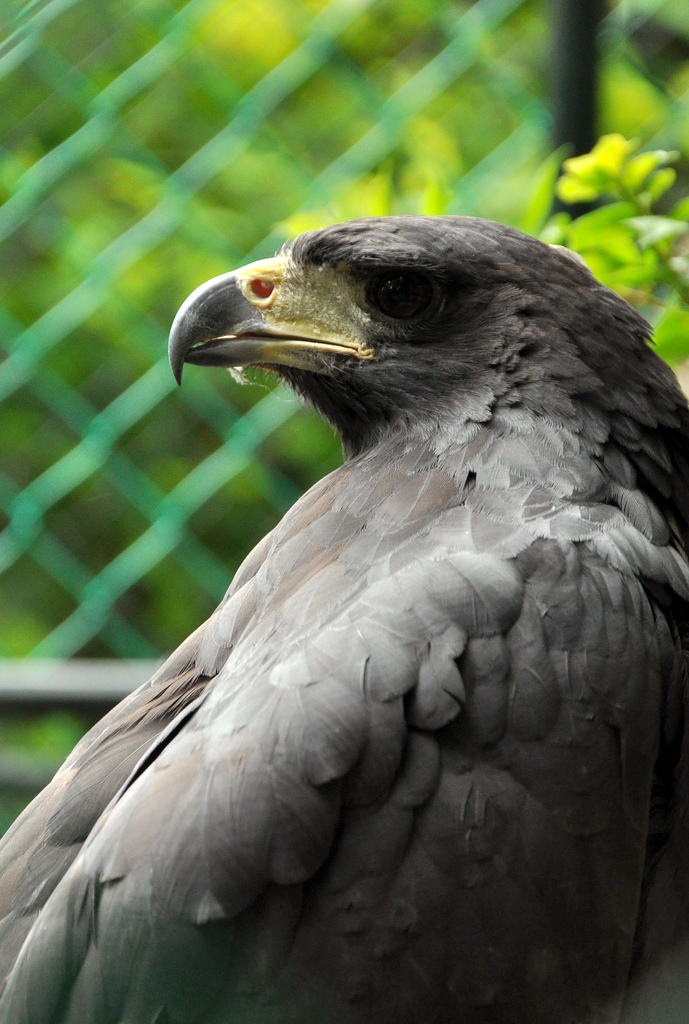
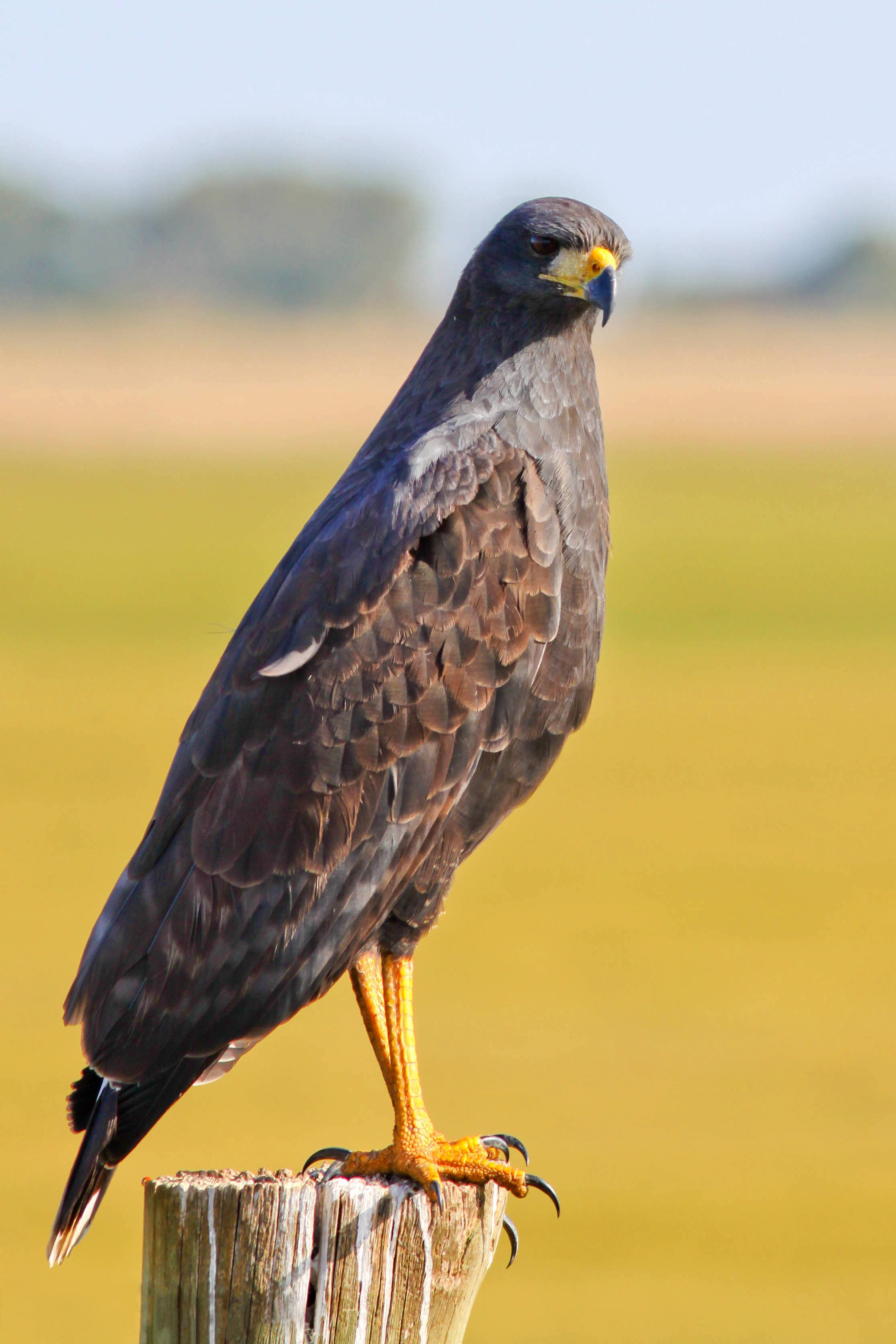
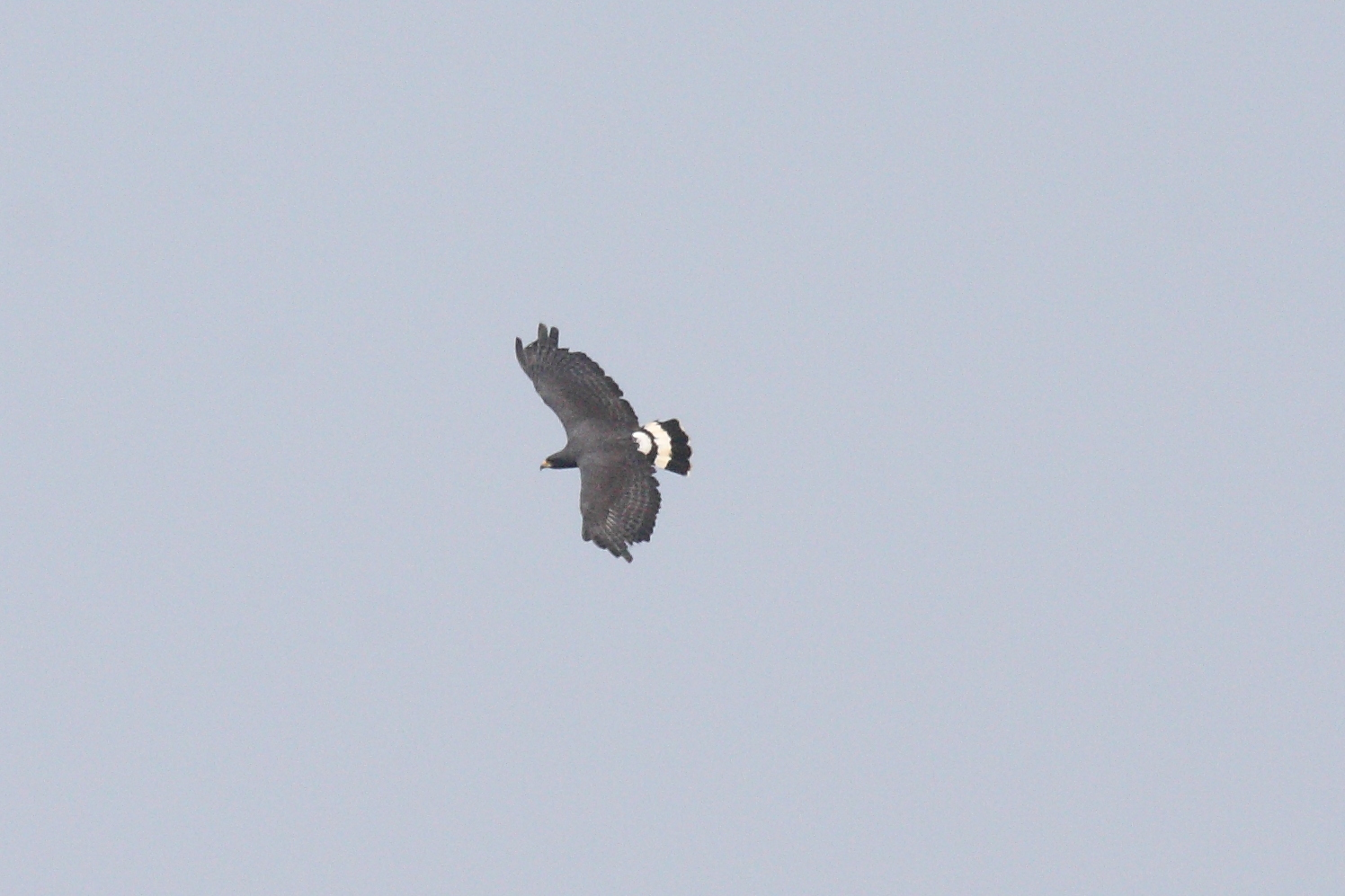